# Pascale St-Onge
Pascale St-Onge, née le 13 mai 1977, est une musicienne, syndicaliste et femme politique canadienne, élue députée de Brome—Missisquoi à la Chambre des communes sous la bannière du Parti libéral du Canada lors des élections fédérales du 20 septembre 2021.
Elle est ministre des Sports et responsable de l'Agence de développement économique du Canada pour les régions du Québec du 26 octobre 2021 jusqu'au 26 juillet 2023 où elle est nommée ministre du Patrimoine canadien. À partir du 6 février 2025, elle est également ministre du Tourisme et ministre responsable de l'Agence de développement économique du Canada pour les régions du Québec.

## Biographie
Pascale St-Onge est détentrice d'un baccalauréat en études littéraires de l'Université du Québec à Montréal et d'un certificat en journalisme de l'Université de Montréal.

### Carrière professionnelle
De 1997 à 2012, elle travaille pour le journal La Presse y occupant plusieurs postes dont perceptrice des comptes publicitaires des corporations, préposée au service à la clientèle et à la facturation.
En juin 2012, elle devient secrétaire générale de la Fédération nationale des communications, une organisation syndicale québécoise affiliée à la Confédération des syndicats nationaux avant d'en devenir la présidente en décembre 2015. Elle demeure en poste jusqu'à sa démission le 16 juillet 2021, à la veille de son passage en politique active.
Parallèlement à ses activités dans le monde de l'information, elle poursuit, de janvier 2007 à décembre 2014, une carrière musicale au sein du groupe Mad June, à titre de bassiste et gérante.

### Carrière politique
Le 17 juillet 2021, Pascale St-Onge annonce sa nomination comme candidate libérale aux élections fédérales de septembre 2021, dans Brome-Missisquoi. Elle entend ainsi succéder à la députée libérale Lyne Bessette qui a décidé de ne pas se représenter. Le soir de l'élection, la lutte est serrée entre St-Onge et la candidate du Bloc québécois Marilou Alarie. St-Onge prend d'abord l'avance avant d'être dépassée par Alarie. Le lendemain matin, cette dernière mène avec moins de 300 voix. Trois jours plus tard, à la suite du dépouillement du vote postal qui s'avère particulièrement important en raison de la pandémie de Covid-19, Pascale St-Onge est déclarée élue avec 186 voix d'avance sur la candidate bloquiste,.
Toutefois, le 29 septembre, le Bloc québécois demande un dépouillement judiciaire, la candidate défaite ayant signalé plusieurs anomalies. Le 8 octobre, la Cour supérieure du district de Bedford autorise le dépouillement judiciaire. Celui-ci débute le 12 octobre à Cowansville et est présidé par le juge Claude Dallaire, de la Cour supérieure du Québec. Cependant, après un dépouillement partiel, la requête est retirée en soirée par la candidate du Bloc québécois, Marilou Alarie qui concède la victoire à sa rivale libérale,. Pascale St-Onge devient la députée de Brome—Missisquoi à la Chambre des communes.
Le 26 octobre 2021, elle est nommée ministre des Sports et responsable de l'Agence de développement économique du Canada pour les régions du Québec par le premier ministre du Canada Justin Trudeau. Elle devient la première femme politique ouvertement homosexuelle à diriger un ministère au sein du gouvernement du Canada.
Lors du remaniement ministériel du 26 juillet 2023, elle passe à de nouvelles responsabilités en devenant ministre du Patrimoine canadien.
Le 6 février 2025, à la suite de la démission de Soraya Martinez Ferrada de ses responsabilités ministérielles, elle se voit ajouter les fonctions de ministre du Tourisme et ministre responsable de l'Agence de développement économique du Canada pour les régions du Québec.
Le 20 février 2025, elle présente son plan sur l'avenir de la Société Radio-Canada. Celui-ci comprend une augmentation considérable du financement du diffuseur public, la fin des publicités pendant les émissions d'information et une plus grande séparation entre les services français et anglais. À la même occasion, elle confirme qu'elle ne se représentera pas lors des prochaines élections afin d'être présente pour son enfant né en novembre 2024,. Elle n'est pas renouvelée dans ses fonctions ministérielles à la suite de l'arrivée de Mark Carney comme nouveau premier ministre le 14 mars 2025.